# Mesir Macunu

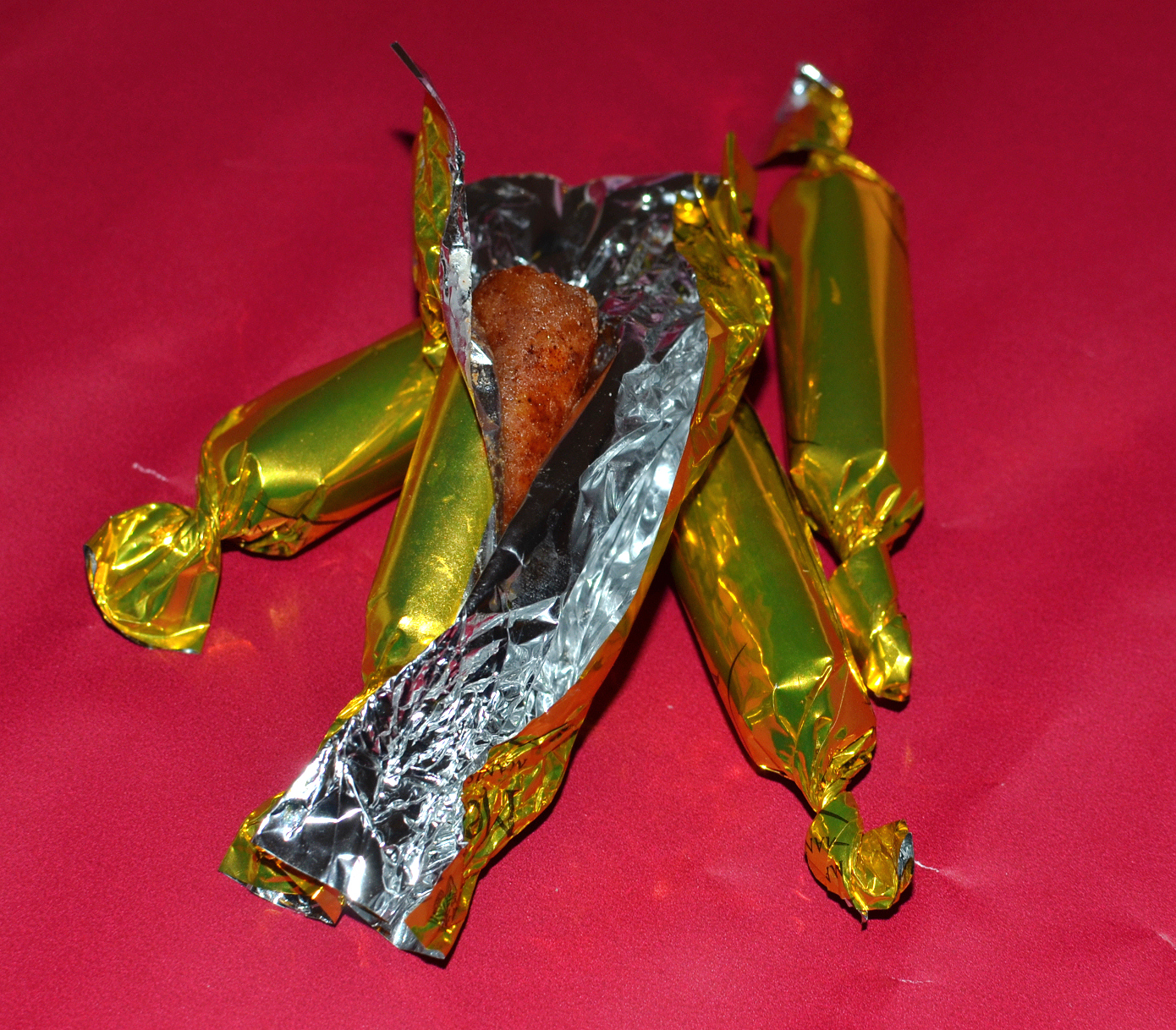
Mesir Macunu (Paste)

Mesir Macunu (türkisch Macun ‚Paste‘, auch Manisa Mesir Macunu genannt) ist eine türkische Paste, die aus einer Mischung von 41 verschiedenen Gewürzen und Heilpflanzen und Honig besteht. Es ist Tradition geworden, die Paste zum Frühlingsbeginn jedes Jahr an die Bevölkerung zu verteilen.

## Geschichtlicher Hintergrund

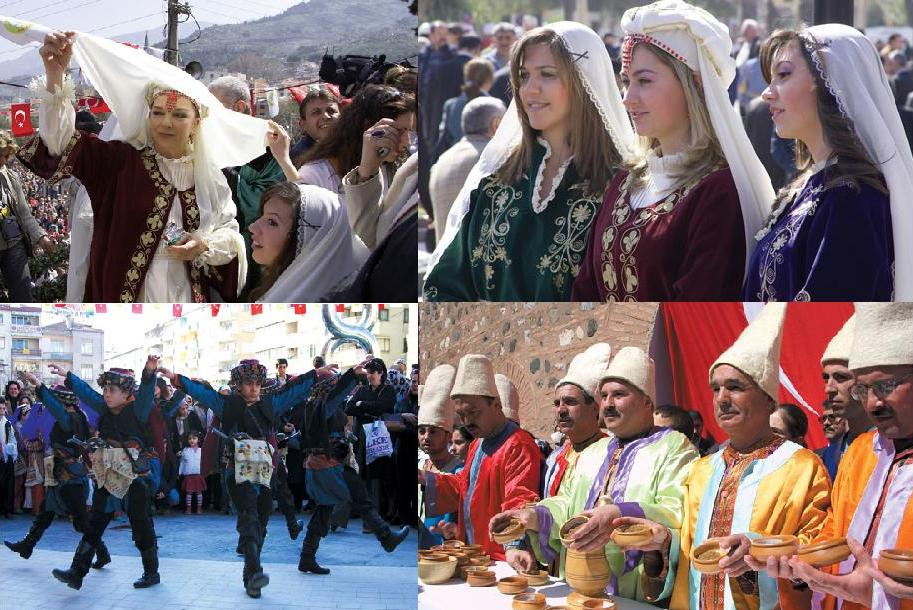
Mesir Macunu Festival

Die Erfindung der Paste geht in die erste Hälfte des 16. Jahrhunderts in der Stadt Manisa zurück.
Hafsa, die Frau des osmanischen Sultans Yavuz Sultan Selim und Mutter von Süleyman dem Prächtigen, erkrankte während eines Aufenthalts in der westtürkischen Stadt Manisa. Der Sultan erteilte dem renommierten Mediziner Merkez Efendi den Auftrag, ein Heilmittel gegen die Krankheit seiner Frau zu finden. Dieser mischte eine Paste (türkisch macun) aus Kräutern und Honig und ließ sie der Sultansgattin zukommen, woraufhin sie wieder gesund wurde. Anschließend wurde beschlossen, dass jeder Kranke die Paste erhalten solle. Um die Verteilung zu gewährleisten, wurde der zähflüssige Kräuterhonig in Papier gewickelt und in Form von Bonbons von der Moscheekuppel geworfen, sodass die Menschen sie in kleinen Päckchen auffangen konnten.
Seitdem ist es Tradition, die Mesir-Paste zum Frühlingsbeginn an die Bevölkerung zu verteilen. Bei diesem Volksfest finden verschiedene Aktivitäten, wie Tänze und Umzüge, statt. Zum Gedenken an die Heilung der Sultansfrau wird heute noch Mesir Macunu unter der Bevölkerung verteilt. Diese Tradition hat 2012 Eingang in die UNESCO-Liste des immateriellen Kulturerbes der Menschheit gefunden.

## Zubereitung
Mesir Macunu ist ein Gemisch aus 41 Heilkräutern, Gewürzen, Samen, Wurzeln und Harzen. Anschließend wird die Mischung mit Honig verrührt, sodass eine klebrige dunkle Paste entsteht. Sie besitzt einen süßlich, herben und würzigen Geschmack.

### Inhaltsstoffe
Mesir Macunu setzt sich heute aus folgenden Stoffen zusammen:
Ingwer, Zitwerwurzel, Weinsteinrahm (Cremor tartari), Kişmiş, Kebabiye, Galgant, Kokosnuss, Anis, Piment, Hiyerşambe, Kolophonium, Zağfran, Üdül Kahr, Chinawurzel (von der Chinastechwinde), Senf, Eksir, Gewürznelke, Indigo, Süßholz-Extrakt, Theriak, gelbe Myrobalane, Fenchel, Kreuzkümmel, Kurkuma, Zimt, Schwarzer Pfeffer, Schwarzkümmelöl, Darıfülfül, Rhabarber, Zitronensäure, Kardamom, Samli, Vanille, Zucker, eingedickter Traubenmost, hindistan çiçeği, Zitronenschale, Galanda, Tekemercini Tohumu und Orangenschalen.

## Verwendung
Mesir Macunu soll gesundheitsfördernd sein, das Zahnfleisch stärken, die Konzentrationsfähigkeit erhöhen und beruhigend wirken. Zudem soll die Paste gegen Atemprobleme, Rheuma, Kopf-, Rücken- und Lendenschmerzen helfen. Die Paste reinige das Blut, erleichtere den Harnabgang und rege den Appetit an.